# Титовский
Тито́вский — хутор в Алексеевском районе Волгоградской области России. Входит в Усть-Бузулукское сельское поселение.
Население — 230 человек.
Станица расположена в 14 км южнее станицы Алексеевской и в 6 км восточнее станицы Усть-Бузулукской на правом берегу Хопра.
Рядом с хутором проходит асфальтированная дорога с автобусным сообщением. Хутор газифицирован. Есть средняя образовательная школа.
На правых, крутых, склонах Хопра — разнотравье, пастбищная растительность.
Якорная стоянка.
На реке остался насыпанный остров от водяной мельницы (150—200 м выше по течению от голубинки (зернохранилища), до 2000-х годов были хорошо видны деревянные сваи. Водяная мельница уже была разрушена до 1920-х годов (по словам местных жителей), скорее всего ещё ранее.

## История
По состоянию на 1918 год хутор входил в Филоновский (?) юрт Хопёрского округа Области Войска Донского.
До муниципальной реформы являлся центром Титовского сельсовета, куда входил также  хутор Барминский.
На хуторе Титовский родился генерал-лейтенант, лауреат Государственной премии СССР Валентин Галкин.